# جيسوس كاسترو (ممثل)
جيسوس كاسترو (بالإسبانية: Jesús Castro hernandez)‏ هو ممثل إسباني، ولد في 19 يناير 1993 في إسبانيا.

## وصلات خارجية
- جيسوس كاسترو على موقع IMDb (الإنجليزية)
- جيسوس كاسترو على موقع ألو سيني (الفرنسية)
- جيسوس كاسترو على موقع أول موفي (الإنجليزية)
- جيسوس كاسترو على موقع قاعدة بيانات الفيلم (الإنجليزية)
- جيسوس كاسترو على موقع كينوبويسك (الروسية)